# Luch an der Margaretenhöhe
Das Luch an der Margaretenhöhe ist ein Moorgebiet und ein geschützter Landschaftsbestandteil im Berliner Ortsteil Wartenberg des Bezirks Lichtenberg. Es wird westlich durch die Straße An der Margaretenhöhe und die anschließende Siedlung begrenzt und reicht im Norden bis zur Florentinestraße.

## Unterschutzstellung
Das Luch an der Margaretenhöhe wurde zum geschützten Landschaftsbestandteil erklärt gemäß §§ 18 und 22 des Berliner Naturschutzgesetzes vom 30. Januar 1979 (GVBl. S. 183) und zuletzt geändert durch Artikel V des Gesetzes vom 19. Juli 1994 (GVBl. S. 241). Die Schutzgebietsverordnung trat am 5. September 1994 in Kraft.

## Beschreibung

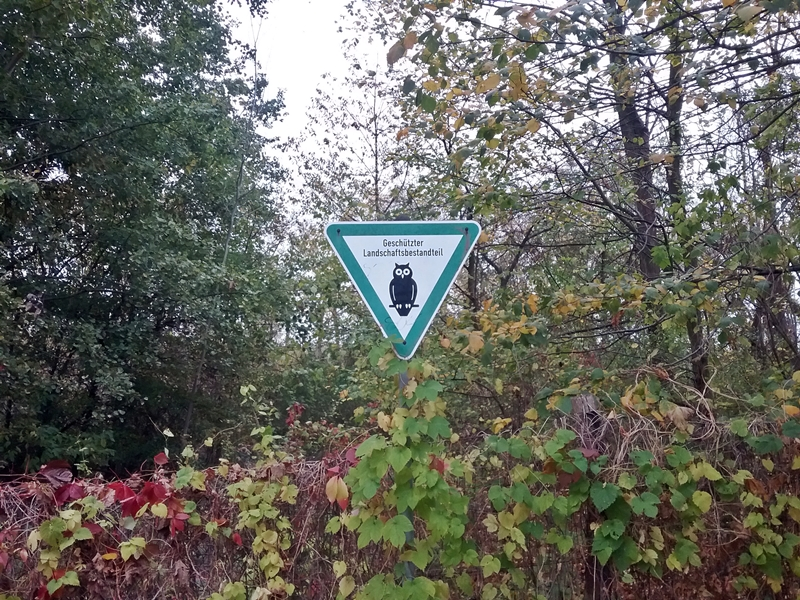
Luch an der Margaretenhöhe mit Naturschutzschild

Das Luch ist 2,5 Hektar groß, davon beträgt die Reichmoorfläche 0,8 Hektar. Es liegt in einer eiszeitlichen Schmelzwasserrinne, die 4–5 Meter in den anstehenden Geschiebemergel eingeschnitten ist. Das ehemalige Versumpfungsmoor befand sich in den Niederungen des Luchs und besteht aus Seggen- und Schilftorf mit einer Mächtigkeit von 0,4–2,6 Metern. Außerdem ist das Kleinmoor in einer Senke auf der Grundmoränenplatte des Barnim, das durch große Schwankungen des Moorwasserstands gekennzeichnet ist. Die Vererdung des Moorbodens geht bis rund 30 Zentimeter tief, es finden sich im Profil neben dem stets vorhandenen Schilftanteilen auch Braunmoostorfe in größerer Tiefe. Der Schilfbestand des Moores ist monostrukturiert und soll sich als eutrophes, torfbildendes Reichmoor entwickeln. Der nach Norden orientierte Abzugsgraben soll wegen der Entwässerungswirksamkeit geprüft werden, ob eine wasserbauliche Maßnahme zur besseren Wasserhaltung möglich wäre.
Bis zur heutigen Siedlung erstreckte sich das ausgedehnte Feuchtgebiet Herzsee, das früher eingebettet gewesen war. Der Margaretengraben beginnt im Luch, fließt über den Schälingsgraben, dann in den Fließgraben und entwässert in die Panke. Die 60 Jahre alten Kanadischen Schwarz-Pappeln haben im dortigen Gebiet eine weitreichende prägende Wirkung im Landschaftsbild. Wenn die Aufforstungen im Gebiet eine bestimmte Größe erreicht haben, sollen sie nach und nach genommen werden. Für die Amphibien, Libellen und für an diesen Lebensraum gebundene Brutvogelarten bieten gute Lebens- und Reproduktionsbedingungen aus Röhricht- und Krautfluren, aus Weidengebüschen, Verlandungsbereichen und temporäre Stillwasserflächen.

## Schutzzweck und Pflege
Dieser Landschaftsbestandteil muss dauerhaft geschützt werden, die ausgehende visuelle und ökologische Belebung des Orts- und Landschaftsbildes muss erhalten bleiben. Außerdem muss es in seiner Gesamtheit sowie für diesen Lebensraum typischen Tier- und Pflanzenarten und für die Wasserfläche im Einzelnen erhalten bleiben. Im Jahr 2004 hat das Umwelt- und Naturschutzamt einen Pflege- und Entwicklungsplan erstellt, der Folgendes beinhaltet: Die Wassersituation muss stabilisiert werden, beispielsweise über den Einbau von Sohlschwellen im Margareten- und Schälingsgraben. Man möchte den Verlandungsprozess durch Pflegearbeiten verlangsamen.